# (20782) Markcroce
(20782) Markcroce (2000 RZ52) – planetoida z pasa głównego asteroid okrążająca Słońce w ciągu 3,53 lat w średniej odległości 2,32 j.a. Odkryta 4 września 2000 roku.